# Grigori Beï-Bienko
Grigori Iakovlevitch Beï-Bienko (en russe : Григорий Яковлевич Бей-Биенко ; en anglais : Grigory Bey-Bienko) né le 7 février 1903 à Belopolie (gouvernement de Kharkov) et mort le 3 novembre 1971 à Moscou (URSS), est un entomologiste soviétique qui fut membre-correspondant de l'Académie des sciences d'URSS et président de la Société entomologique d'URSS.

## Carrière
Il naît en 1903 dans la famille d'un artisan qui s'établit en 1907 à Omsk, où il poursuit ses études à l'Institut d'agriculture, aujourd'hui université agricole nationale d'Omsk. Il est admis en 1929 à l'Institut panrusse de protection des plantes (ru), récemment fondé, d'abord en qualité de collaborateur scientifique, puis en qualité de spécialiste scientifique pour diriger le laboratoire d'études des acridoïdés. Il est nommé en février 1938 directeur de la chaire d'entomologie de l'Institut d'agronomie de Léningrad.
Il est engagé pendant la Grande Guerre patriotique comme volontaire de la milice populaire (Narodnoïe opoltchenie). Il est évacué de Léningrad avec l'Institut en mars 1942 en direction de Perm. Il est en piteux état et y demeure jusqu'en octobre 1944.
Grigori Beï-Bienko retourne ensuite à Léningrad, où il reprend ses fonctions de directeur de la chaire d'entomologie de l'Institut d'agronomie, jusqu'en 1968, date à laquelle il est nommé à l'Institut zoologique de l'Académie des sciences d'URSS. Il devient membre-correspondant de l'Académie des sciences en 1953. Il fait partie des signataires de la lettre des Trois-Cents en 1955, contre le lyssenkisme. Il est élu à l'unanimité président de la Société entomologique d'URSS en 1965, dont le siège est au musée zoologique de Léningrad.
Grigori Beï-Bienko meurt le 3 novembre 1971 après une courte maladie. Il est inhumé au cimetière de Komarovo.

## Distinctions
- Ordre du Drapeau rouge du Travail
- Ordre de l'Insigne d'honneur
- Prix Staline de 1re classe en 1952 (avec L. Michtchenko) pour ses travaux concernant les acridoïdés d'URSS et des pays adjacents, publiés en 1951.
- Médaille pour la Défense de Léningrad, et d'autres
- Prix Kholodkovski de l'Académie des sciences, après sa monographie sur les blattoptères (1950)

## Hommages
Deux genres d'insectes ont été nommés en son honneur en 1991: Beybienka (Pamphagidae) et Beybienkoa Roth (Blattellidae), originaire d'Australie et de Nouvelle-Guinée.

## Quelques publications
- «Насекомые, вредящие полевым культурам» [Les insectes ravageurs des cultures] (en collaboration avec V. N. Chtchiogolev et A. V. Znamenski), 1934; 2e éd.
- «Кожистокрылые» [Les dermaptères] (collection «La Faune d'URSS»), 1936.
- «Саранчовые фауны СССР и сопредельных стран» [Les acridoïdés d'URSS et des pays adjacents] (en collaboration avec L. L. Michtchenko), 1951.
- «Таракановые» [Les blattoptères] (collection «La Faune d'URSS»), 1950.
- «Листовые кузнечики» [Les tettigoniidés] (collection «La Faune d'URSS»), 1954.

### Manuels
- «Сельскохозяйственная энтомология» [L'Entomologie appliquée à l'agriculture] (en collaboration avec N. N. Bogdanov-Katkov, V. N. Chtchiogolev et allii), trois éditions 1941, 1949, 1955.
- «Лабораторные занятия по энтомологии» [Exercices de laboratoire en entomologie] (en collaboration avec O. A. Skorikova), 1958; 2e éd., 1966.
- «Практикум по сельскохозяйственной энтомологии» [Travaux pratiques d'entomologie appliquée à l'agriculture].
- «Общая энтомология» [Entomologie fondamentale] (manuel), deux éd. 1966 et 1971.

### Articles
- (ru) Принцип смены стаций и проблема начальной дивергенции видов [Principe du changement de statut et problème de la divergence initiale des genres]. // Журнал общей биологии [Journal de biologie fondamentale], 1959, t. 20, N°5, pp. 351–358.
- (ru) Об общей классификации насекомых [Sur la classification générale des Insectes]. // Энтомологическое обозрение [Revue d’Entomologie], 1962, t. 49, N°1, pp. 6–21.
- (ru) Смена местообитаний наземными организмами как биологический принцип [Changement de biotope des organismes terrestres comme principe biologique]. // Журнал общей биологии [Journal de biologie fondamentale], 1966, t. 27, N°1 I, pp. 5–21.

## Source
- (ru) Cet article est partiellement ou en totalité issu de l’article de Wikipédia en russe intitulé « Бей-Биенко, Григорий Яковлевич » (voir la liste des auteurs).

Bei-Bienko est l’abréviation habituelle de Grigori Beï-Bienko en zoologie.

Consulter la liste des abréviations d'auteur en zoologie ou la liste des taxons zoologiques assignés à cet auteur par ZooBank